# Scilloideae
Scilloideae je potporodica šparogovki. Opisana je 1835. Ime je došlo po rodu Scilla iz podtribusa Hyacinthinae.

## Opis
Scilloideae su potporodica Asparagaceae a nazvana je po rodu Scilla, procjepak. »Sibirski procjepak« i »dvolisni procjepak« (plava zvjezdica) popularne su vrtne biljke. Ranije su Scilloideae činile zasebnu porodicu: Hyacinthaceae, koja je dobila ime po zumbulima. Čak i ovaj rod sadrži popularnu ukrasnu biljku: Hyacinthus orientalis.
Obuhvaćajući do 70 rodova s oko 900 vrsta, Scilloideae imaju najveći broj vrsta u Euroaziji i Africi. To su višegodišnje zeljaste biljke s podzemnim ili nadzemnim lukovicama, ponekad s rizomima. Formira se barem jedan bazalni list, ali obično nekoliko listova tvori bazalnu rozetu uglavnom kopljastih, rijetko eliptičnih ili okruglih, listova s paralelnim žilama i cijelim rubovima.
Bezlisna stabljika nosi jedan cvijet ili grozdasti, klasoviti ili glavičasti cvat. Hermafroditni cvjetovi, koji obično nose brakteju, većinom su aktinomorfni i imaju 6 slobodnih latica ili su pri dnu srasli. Ne dijele se na čašku i vjenčić (perigonij). Ponekad se, međutim, razlikuju unutarnja 3 tepala od 3 vanjska. Uglavnom 6 prašnika je slobodno ili su srasli s laticama. Obično gornja plodnica sastoji se od 3 srasla karpela. Ima stil s ponekad trolobalnim ožiljkom.
Nakon oprašivanja od strane pčela, bumbara, moljaca ili muha formira se suha plodova čahura koja se otvara s 3 zaliska i oslobađa 3 – 30 kuglastih ili široko jajolikih, crnih sjemenki. Zvončići se vegetativno razmnožavaju formiranjem kćeri-lukovica.
Scilloideae se mogu podijeliti u 4 plemena: Hyacintheae, Ornithogaleae, Oziroëeae i Urgineeae, gdje će se velika većina rodova naći među Hyacintheae. Ostala 3 plemena sadrže samo 1 – 2 roda.
Scilloideae su vrlo brojne zastupljene u kapskoj flori (capensis). Ovo je najmanje od šest cvjetnih kraljevstava, ali najbogatije vrstama u odnosu na svoju veličinu, nalazi se na južnom vrhu Afrike i uključuje oko 70 % biljaka koje se pojavljuju samo tamo i nigdje drugdje (endemi).

## Tribusi
Subfamilia Scilloideae Burnett
1. Tribus Oziroëeae M. W. Chase, Reveal & M. F. Fay
  1. Oziroe Raf. (5 spp.)
2. Tribus Dipcadieae Speta ex J. C. Manning & Goldblatt
  1. Pseudogaltonia Kuntze (2 spp.)
  2. Dipcadi Medicus (44 spp.)
  3. Battandiera Maire (10 spp.)
  4. Trimelopter Raf. (12 spp.)
  5. Albuca L. (115 spp.)
  6. Iosanthus Mart.-Azorín, M. B. Crespo, M. Pinter, Slade & Wetschnig (1 sp.)
  7. Coilonox Raf. (24 spp.)
  8. Stellarioides Medicus (9 spp.)
  9. Galtonia Decne. (5 spp.)
  10. Ethesia Raf. (5 spp.)
  11. Eliokarmos Raf. (36 spp.)
  12. Avonsera Speta (1 sp.)
  13. Neopatersonia Schönl. (4 spp.)
  14. Elsiea F. M. Leight. (1 sp.)
  15. Nicipe Raf. (44 spp.)
  16. Cathissa Salisb. (4 spp.)
  17. Melomphis Raf. (3 spp.)
  18. Loncomelos Raf. (27 spp.)
  19. Ornithogalum L. (103 spp.)
3. Tribus Urgineeae Rouy
  1. Bowiea Harv. ex T. Moore & Mast. (1 sp.), bovijea
  2. Rhodocodon Baker (19 spp.)
  3. Austronea Mart.-Azorín, M. B. Crespo, M. Pinter & Wetschnig (22 spp.)
  4. Fusifilum Raf. (3 spp.)
  5. Boosia Speta (11 spp.)
  6. Sagittanthera Mart.-Azorín, M. B. Crespo, A. P. Dold & van Jaarsv. (1 sp.)
  7. Aulostemon Mart.-Azorín, M. B. Crespo, M. Pinter & Wetschnig (1 sp.)
  8. Striatula M. Pinter, Mart.-Azorín, M. B. Crespo & Wetschnig (2 spp.)
  9. Indurgia Speta (7 spp.)
  10. Thuranthos C. H. Wright (8 spp.)
  11. Urgineopsis Compton (7 spp.)
  12. Geschollia Speta (9 spp.)
  13. Mucinaea M. Pinter, Mart.-Azorín, U. Müll.-Doblies, D. Müll.-Doblies, Pfosser & Wetschnig (1 sp.)
  14. Tenicroa Raf. (11 spp.)
  15. Triandra Mart.-Azorín, M. B. Crespo, M.I.Alonso, N. R. Crouch & M. Pinter (1 sp.)
  16. Rhadamanthopsis (Oberm.) Speta (5 spp.)
  17. Rhadamanthus Salisb. (11 spp.)
  18. Schizobasis Baker (4 spp.)
  19. Urginavia Speta (14 spp.)
  20. Vera-duthiea Speta (8 spp.)
  21. Sekanama Speta (4 spp.)
  22. Spirophyllos Mart.-Azorín, M. B. Crespo & M. Á. Alonso (1 sp.)
  23. Zulusia Mart.-Azorín, N. R. Crouch, M. B. Crespo & M. Á. Alonso (3 spp.)
  24. Litanthus Harv. (2 spp.)
  25. Squilla Steinh. (14 spp.)
  26. Drimia Jacq. (10 spp.)
  27. Zingela N. R. Crouch, Mart.-Azorín, M. B. Crespo, M. Pinter & M. Á. Alonso (1 sp.)
4. Tribus Massonieae Baker
  1. Schizocarphus Van der Merwe (1 sp.)
  2. Ledebouria Roth (102 spp.)
  3. Occultia Stedje & Rulkens (2 spp.)
  4. Eucomis L’Hér. (12 spp.)
  5. Spetaea Wetschnig & Pfosser (1 sp.)
  6. Daubenya Lindl. (8 spp.)
  7. Veltheimia Gled. (2 spp.)
  8. Lachenalia Jacq. (144 spp.)
  9. Namophila U. Müll.-Doblies & D. Müll.-Doblies (1 sp.)
  10. Massonia Thunb. ex L. f. (26 spp.)
5. Tribus Pseudoprospereae Manning & Goldblatt
  1. Pseudoprospero Speta (1 sp.)
6. Tribus Hyacintheae Dumort.
  1. Barnardia Lindl. (1 sp.)
  2. Zagrosia Speta (1 sp.)
  3. Alrawia (Wendelbo) K. Perss. & Wendelbo (2 spp.)
  4. Puschkinia Adams (8 spp.)
  5. Brimeura Salisb. (3 spp.)
  6. Hyacinthus L. (1 sp.)
  7. Pseudomuscari Garbari & Greuter (8 spp.)
  8. Fessia Speta (14 spp.)
  9. Hyacinthoides Heist. ex Fabr. (12 spp.)
  10. Leopoldia Herb. (32 spp.)
  11. Prospero Salisb. (15 spp.)
  12. Hyacinthella Schur (19 spp.)
  13. Muscari Tourn. ex Mill. (56 spp.)
  14. Bellevalia Lapeyr. (78 spp.)
  15. Scilla L. (65 spp.)

- Ornithogaleae Rouy